# Giacomo Sacchero
Giacomo Sacchero (Catania, 14 gennaio 1813 – Catania, 16 settembre 1875) è stato un librettista, poeta e botanico italiano.

## Biografia
L'attività del Sacchèro si divide in due periodi, il primo dedicato alla letteratura e alla poesia, il secondo alle scienze con applicazione all'agricoltura.
Avviato alla carriera commerciale, nel 1835 si trova a Trieste, qui si dedicò agli studi letterari, verso i quali si sentiva attratto, stringendo relazione, a Venezia, con uomini eminenti. Scrisse da prima nei giornali; quindi seguendo l'impulso tentò la prova dei componimenti poetici. Negli anni quaranta si trova a Milano, centro importantissimo della cultura italiana. "Scrisse non meno di 30 libretti d'opera, che furono tenuti in gran pregio, sia per la spontaneità del verso, sia per la rivelazione degli affetti, sia ancora per la forma, poiché uno fra i tanti meriti di quei suoi componimenti, fu quello di essersi cominciato a staccare dal così detto convenzionalismo, per quanto lo comportassero le ragioni artistiche dei tempi; sicché da taluno fu detto che molti dei libretti di lui, parevano scritti 20 anni dopo. La maggior parte di essi, dettati pel Teatro della Scala, per la Fenice di Venezia, pel Carlo Felice di Genova ebbero l'onore di venir musicati da Donizetti, dal Ricci, dal Pacini e da altri rinomati maestri" (G. Leonardi). Dopo il 48 è costretto all'esilio a Parigi, dove si appassionò degli studii botanici. Quando cadde il regime borbonico fu eletto deputato del nuovo Regno d'Italia, ma rassegnò il mandato di lì a poco. Continuò in politica, facendo parte della giunta comunale di Catania presieduta dal Cav. Antonino Alonzo. Morirà a Catania il 16 settembre 1875, all'età di 62 anni, in Via Garibaldi 154. Per i suoi meriti, i Savoia lo insignirono dell'Ordine dei Santi Maurizio e Lazzaro (9 giugno 1861).
che gli ozii dolorosi dell'esilio decenne consolò con lo studio dei fiori

e con i fiori della. poesia,

la patria non immemore

pone questo ricordo.»
(Mario Rapisardi - Poemetti-Iscrizioni(1885))

## Libretti d'opera
- Galeotto Manfredi, o Manfredi re delle due Sicilie, musica di Natale Perelli (Pavia, T. Re, 1839);
- Cristina di Svezia per Alessandro Nini (Scala, 1940)
- La Cantante per Gualtiero Sanelli (Milano, T. Re, 1841);
- Corrado d'Altamura (Milano, Scala, 1841) e Vallombra (ivi, ivi, 1842) entrambi per Federico Ricci;
- Margherita di Yorck (Venezia, Fenice, 1841) e Odalisa (Milano, Scala, 1842) per Alessandro Nini;
- Caterina Cornaro p. Gaetano Donizetti (Napoli, S. Carlo, 1844);
- L'ebrea p. Giov. Pacini (Milano, Scala, 1844) L;
- I Luna ed i Pedrollo p. Pasquale Bona (ivi, ivi, 1844);
- I Burgravi p. Matteo Salvi (ivi, ivi, 1845);
- I Baccanti p. Uranio Fontana (ivi, Carcano, 1847)
- Il profeta velato, dr., 4 parti, musica di Ruggero Manna (Trieste, Tr. Grande, autunno 1846)
- Ariele, melo-dr., 3 atti, mus. Alberto Leoni (Milano, Tr. Filodrammatici, estate 1855)
- Clarissa Harlowe p. Nat. Perelli (Vienna, Tr. Di Corte, 1858).

## Poesie
- Fantasie liriche e Romanze, ed. Tipografia del Real Ospizio - Catania, 1844

## Romanze
(parziale)

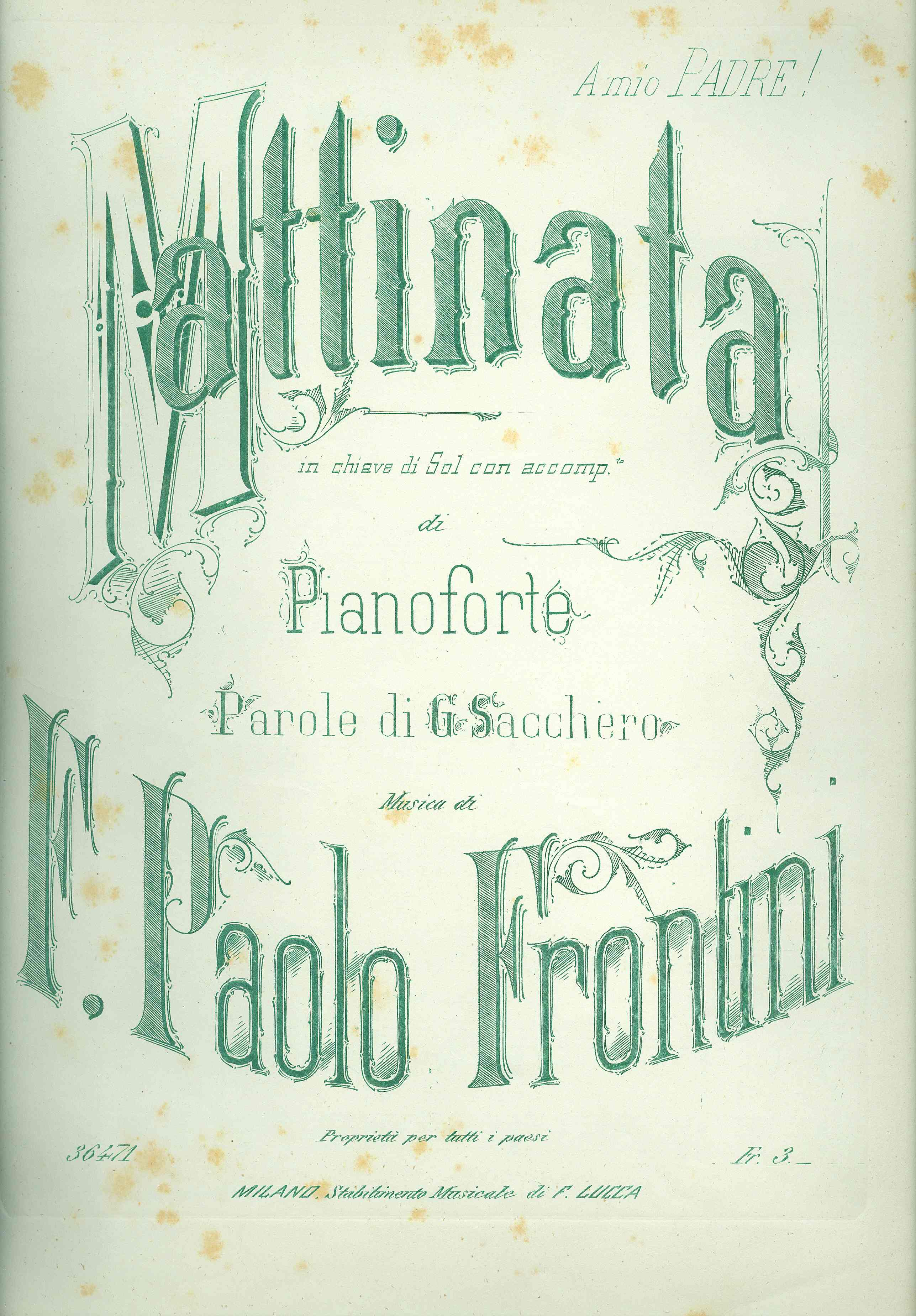
Romanza di Francesco Paolo Frontini

- Mattinata - melodia in sol - ed. F. Lucca
- Marinaresca - ed. G. Perrone - video qui